# Roland Oudot
Roland Oudot, né à Paris le 23 juillet 1897,, est un peintre et lithographe français. Installé au 110 rue Caulaincourt, il réalisa aussi des gravures, des peintures murales, des décors de théâtre et des illustrations de livres. Il s'est suicidé à Paris le 10 juillet 1981,.

## Biographie
Oudot est élève à l'École nationale supérieure des arts décoratifs (où il sera plus tard lui-même enseignant), de 1912 à 1915, dans l'atelier d'Eugène Edouard Morand. Il devient en 1915 l'assistant de Léon Bakst pour les Ballets russes (jusqu'à la mort de ce dernier en 1923), et c'est Bakst qui lui révèle la peinture de Paul Cézanne, Pierre Bonnard et Édouard Vuillard, les deux premiers appelés à exercer sur lui une influence durable. Simultanément cependant, il est en 1919-1920 designer en meubles et en tissus pour Louis Süe et André Mare. Influencé par la modernité picturale du début du XXe siècle, des fauves et des cubistes en particulier, son œuvre évolue vers un style empreint de la tradition française du paysage, marquée par la figure de Jean-Baptiste Camille Corot.
Roland Oudot fait partie du groupe des peintres de la réalité poétique composé de sept autres artistes (Maurice Brianchon, Raymond Legueult (se liant d'amitié dès 1918 avec ces deux premiers qui seront ses deux co-exposants au Salon d'automne de 1919), Christian Caillard, Jules Cavaillès, Roger Limouse, André Planson et Kostia Terechkovitch). Pour René Huyghe, ils sont alors « ceux qui ne veulent pas renoncer à plaire, ce don méprisé par le XXe siècle, par le sujet et les apparences, comme jadis, mais aussi par la libération des couleurs, ce don du présent ».
Roland Oudot participe en 1941 au voyage en Allemagne (à l'initiative d'Arno Breker) d'artistes parmi lesquels également Charles Despiau, Louis-Aimé Lejeune, Paul Landowski, Paul Belmondo, Kees Van Dongen, Maurice de Vlaminck, André Derain, Othon Friesz et André Dunoyer de Segonzac. Aux reproches qui lui en seront durablement faits, il répondra :

« On s'est laissé entraîner parce qu'il nous avaient promis que nous ne verrions pas de personnalités politiques, que l'on ne verrait que des artistes, et qu'ils renverraient les artistes prisonniers. Oui, on n'aurait pas dû, parce qu'il y avait des gens qui souffraient, seulement il faut dire que c'était en 1941, nous ignorions complètement l'existence des camps. »

En juin 1946, le Comité national d'épuration des artistes peintres, dessinateurs, sculpteurs et graveurs institué par les pouvoirs publics le frappe d'une interdiction professionnelle d'exposer, de vendre et de publier pendant un an à compter, rétroactivement, du 1er septembre 1944.
Installé au 1, place de la porte d'Asnières dans le 17e arrondissement de Paris, il a été membre de la Société des peintres-graveurs français.
Roland Oudot, « dont tous les amis enviaient l'équilibre et la sérénité », s'est défenestré à quelques jours de ses 84 ans, le matin du 10 juillet 1981. Inhumé à Honfleur, au cimetière de Vasouy, il est resté fixé par une estampe de Maxime Juan, conservée au musée d'art moderne de la ville de Paris, le représentant peignant dans son atelier.

## Œuvres

### Fresques murales
- Institut national agronomique, Les moissons, 1937, fresque monumentale de l'amphithéâtre, rue Claude-Bernard, Paris[15].
- Palais de Chaillot, Paris, La Sonate.
- Salle à manger du paquebot Ferdinand de Lesseps.

### Tapisserie d'Aubusson
- L'air, 450x500cm, salle du conseil de la Chambre syndicale de la sidérurgie française, 5bis, rue de Madrid, Paris[16].
- La cueillette, 175x233cm, ateliers Pinton.
- Le bûcheron, 185x143cm, ateliers Pinton.

### Théâtre
- Jean Giraudoux, Ondine, mise en scène de Louis Jouvet, décors et costumes de Roland Oudot, avec Madeleine Ozeray, Louis Jouvet et Jean Parédès, Théâtre de l'Athénée, 1939.
- Henry de Montherlant, La Reine morte, Théâtre-Français, décembre 1942, spectacle de la Comédie-Française, mise en scène de Pierre Dux, décors et costumes de Roland Oudot, avec Madeleine Renaud, Jean-Louis Barrault et Jean Yonnel.
- André Obey, L'Homme de cendres, décembre 1949, spectacle de la Comédie-Française, mise en scène de Pierre Dux, décors de Roland Oudot, Théâtre de l'Odéon, décembre 1949.

### Contributions bibliophiliques
- François Mauriac, Thérèse Desqueyroux, vingt-huit lithographies originales de Roland Oudot, tirage 115 exemplaires, Imprimerie Louis Kaldor, Cercle parisien du livre, 1936.
- Paris, 1937, ouvrage collectif, 62 lithographies par 62 artistes, dont : Tristan Derème, Songes de Passy, lithographies d'Edmond Ceria et Roland Oudot, 500 exemplaires numérotés, Imprimerie Daragnès pour la ville de Paris, Exposition universelle de 1937.
- Gérard de Nerval, Sylvie - Souvenirs du Valois, dix-sept lithographies originales de Roland Oudot, tirage 1.000 exemplaires, Les Éditions Chamontin, chez Flammarion, 1944.
- Jean Giraudoux, Sodome et Gomorrhe, treize lithographies originales de Roland Oudot tirées chez Fernand Mourlot, 183 exemplaires, Éditions du Bélier, 1945.
- Colette, Jeanne Lanvin, Gaby Morlay, Géori Boué, Élisabeth de Gramont, Micheline Presle (préface de Louis Chéronnet), Seize signatures pour une, plaquette publicitaire de prestige pour les parfums Carrère, six textes en fac-similé enrichis de huit lithographies originales par Christian Bérard, Jean Cocteau, Jean-Gabriel Daragnès, Noël-Noël, Roland Oudot, Louis Touchagues, André Dignimont, Maurice Chevalier, partition d'Arthur Honegger, Éditions Aljanvic, Paris, 1946.
- Mary Webb (traduction de Jacques de Lacretelle), Sarn, cinquante-cinq compositions de Roland Oudot gravées par Théo Schmied, tirage 275 exemplaires, Éditions Creuzevault, Paris, 1950.
- André Gide, Poésie - Journal - Souvenirs, 2 volumes, 59 aquarelles ou gouaches par Pierre Berger, Yves Brayer, Maurice Brianchon, Roger Chapelain-Midy, Pierre-Eugène Clairin, Antoni Clavé, Lucien Fontanarosa, Emili Grau i Sala, André Jordan, Élie Lascaux, Roland Oudot, Francis Savel, André Dunoyer de Segonzac et Jacques Thévenet, Gallimard, Paris, 1952.
- Jean Giraudoux, Œuvre romanesque (2 volumes), illustration collective dont Roland Oudot, tirage 7.500 exemplaires, Grasset, 1955.
- Bernard Champigneulle, Île-de-France, couverture de Roland Oudot, Arthaud, 1956.
- Catalogue des vins Nicolas, éditions Draeger, 1956.
- André Chamson, Adeline Venician, vingt-six lithographies originales de Roland Oudot, tirage 130 exemplaires, Éditions Cent femmes amies des livres, 1958.
- Georges Bernanos, Romans, illustré de 32 aquarelles par Roger Chapelain-Midy, Lucien Fontanarosa, Raymond Guerrier, Élie Lascaux, Roland Oudot et Jean Terles, tirage 10.250 exemplaires sur Vélin, Gallimard, 1959.
- Colette, Œuvres, trois volumes, illustrations d'Yves Brayer, André Dignimont, André Dunoyer de Segonzac, Emili Grau i Sala, Roland Oudot, Kostia Terechkovitch, Kees Van Dongen et Marcel Vertès, Flammarion, 1960.
- Frédéric Mistral, Les Olivades, treize lithographies originales de Roland Oudot, tirage 200 exemplaires, Les Bibliophiles franco-suisses, 1963.
- Jean Giono, Le bal - L'Écossais - Angelo - Le hussard sur le toit, huit illustrations par Roland Oudot, douze par Yves Brayer, Gallimard, 1965.
- Alfred Nicolas-Latour, Catalogue des vins Nicolas, illustré en hors-texte de peintures de Roland Oudot sur le thème de l'Île-de-France, Draeger Frères, 1965.
- Pierre Benoit, Œuvres complètes, tome IV, illustrations de Georges-André Klein, Georges Pacouil, Victor Jean Desmeures, Paul Charlemagne, Roland Oudot (pour L'Oiseau des ruines avec une préface de Pierre Descaves), Claude Schürr, Jean-Pierre Alaux et Jean-Denis Malclès, Albin Michel, 1968.
- François Mauriac, Œuvres romanesques (2 volumes), illustrations de Jean Carzou, Michel Ciry, Jacques Despierre, André Minaux, Roland Oudot et Georges Rohner, Flammarion, 1970.
- Guy de Maupassant, Œuvres complètes en seize volumes, édition établie par Marcel Lubineau, le volume 9 (Le Horla - Pierre et Jean - Contes divers) illustré par Roland Oudot, L'Édition d'art H. Piazza, 1972.

En 1956 il a illustré "Sous le signe de l'Ile-de-France" le catalogue de luxe annuel ou liste des grands vins de la maison Nicolas (coll. pers.).

### Affiches
- SNCF, Pays basque, Imprimerie Perceval, 1968.

## Expositions

### Expositions particulières
- Galerie Le Portique, Paris, 1924, 1925, 1927, 1929[17], 1933[18].
- Galerie Carmine, Paris, 1925.
- Valentine Gallery, New York, 1929.
- Galerie Eugène Druet, Paris, janvier 1936.
- Galerie Georges Wildenstein, Londres, 1936.
- Galerie André Weil, Paris, 1951, 1959, novembre 1964.
- Galerie Sagot - Le Garrec, Paris, 1957, 1961, novembre 1973.
- Galerie Recio, Paris, avril-mai 1961.
- Rétrospective Roland Oudot, Musée des beaux-arts de Neuchâtel, juin-septembre 1963.
- Galerie Saluden, Brest, 1965.
- Galerie Motte, Genève, février 1966.
- Galerie Knoedler, New York, 1967.
- Galerie de Paris, Paris, octobre-novembre 1967 (De l'Acropole à Manhattan)[19], octobre-novembre 1972.
- Roland Oudot, cinquante ans de peinture, Galerie des Granges, Genève, octobre-novembre 1973.
- Galerie Guiot, Paris, 1976, mars 1979[20].

### Expositions collectives
- Salon d'automne, Paris, à partir de 1919.
- Brianchon, Oudot, Palais des beaux-arts de Bruxelles, 1924.
- Salon des Tuileries, Paris, à partir de 1925.
- Exposition du deuxième groupe des artistes de ce temps, Petit Palais, Paris, mars-avril 1934 (calalogue en ligne).
- 3e Salon des portraits contemporains, Galerie de Paris, Paris, 1935[21].
- Legueult, Brianchon, Oudot, Galerie Louis Carré, Paris, 1942.
- Exposition de peinture française contemporaine : Jean Bazaine, Émile Bouneau, Yves Brayer, Christian Caillard, Emmanuel Mané-Katz, Roland Oudot (Association française d'action artistique), Musée Ernst, Budapest, septembre-octobre 1943[22].
- Salon Les Arts du Forez, Saint-Étienne, 1943-1944[23].
- Peinture française - Maîtres de demain, Palais de l'Athénée, Genève, et Galerie Wolfensberger, Zürich, 1947.
- Bimillénaire de Paris - Comité Montparnasse - Exposition de peintres et sculpteurs de l'École de Paris, La Coupole, Paris, juin-juillet 1951[10].
- Galerie Charpentier, Paris, 1954, 1959, 1963.
- Legueult, Brianchon, Oudot, Galerie Romanet, Paris, 1956.
- Exposition d'art taurin présentée par la Pena de Bernui, Société des artistes méridionaux, Palais des arts de Toulouse, mai-juin 1956[24].
- Les peintres de la réalité poétique, La Tour-de-Peilz (Suisse), 1957.
- D'Ingres à nos jours, Galerie Bellier, Paris, 1960.
- Œuvres offertes par les artistes français et de divers pays - Bernard Buffet, Jean Commère, Géula Dagan, Pierre Garcia-Fons, Robert Lapoujade, André Minaux, Yvonne Mottet, Roland Oudot, Michel Patrix, Pablo Picasso, Édouard Pignon, Paul Rebeyrolle, Henry de Waroquier, Jean Weinbaum, Claude Weisbuch, Conférence d'Europe occidentale pour l'amnistie aux emprisonnés et exilés espagnols, Maison de la pensée française, Paris, avril-mai 1961[25].
- Exposition organisée à l'occasion des États généraux du désarmement, Cercle Volney, Paris, mai 1963.
- Portraits d'artistes contemporains du spectacle, Musée Goya, Castres, 1964.
- 1er Salon Biarritz - San Sebastian : École de Paris, peinture, sculpture : Yvette Alde, André Beauce, Jehan Berjonneau, Louis Berthomme Saint-André, Roland Bierge, Maurice Boitel, Andrée Bordeaux-Le Pecq, Rodolphe Caillaux,Jack Chambrin, Jean Cluseau-Lanauve, Paul Collomb, Jean-Joseph Crotti, Gen Paul, Antonio Guansé, Henri Hayden, Franck Innocent, Daniel du Janerand, Adrienne Jouclard, Jean Joyet, Georges-André Klein, Germaine Lacaze, André La Vernède, Robert Lotiron, Jean Navarre, Roland Oudot, Maurice Verdier, Henry de Waroquier…, Musée San Telmo, Saint-Sébastien (Espagne) et Casino Bellevue, Biarritz, juillet-septembre 1965[26].
- Salon de la peinture à l'eau, Paris, 1976.
- Les plages en Normandie de Dieppe à Granville, Musée Eugène-Boudin de Honfleur, juillet-octobre 2009.
- Illustrations des fables de La Fontaine par les amis de Jean Cocteau (vingt fables dont Le chêne et le roseau illustrée par Roland Oudot), Musée Jean-de-La-Fontaine, Château-Thierry, 2010[27].
- Comme jamais - Œuvres singulières de la collection, Musée des beaux-arts de Bordeaux, novembre 2011 - février 2012.
- Les peintres de la réalité poétique, Musée des beaux-arts de Gaillac, juin-septembre 2011, Musée de l'Abbaye, Saint-Claude (Jura), avril-juin 2012, Musée Faure, Aix-les-Bains, 2012.
- Le cheval dans les collections du Musée de Honfleur, Musée Eugène-Boudin, Honfleur, avril-juin 2014.
- Les peintres de la réalité poétique, Château de Laroque (Laroquebrou), septembre 2016.
- Le peintre et l'intime, Musée Daubigny, Auvers-sur-Oise, septembre 2016 - février 2017[28].

## Réception critique
- « Quelle belle nature de peintre ! Oudot ne veut pas se laisser enfermer dans un étroit domaine. Portraits, paysages, figures, tout le tente ; et il ne craint pas d'aborder les grands sujets, ce dont il faut particulièrement le louer. » - François Fosca[17]
- « Avec Roland Oudot, nous nous écartons quelque peu des données immédiates de la vision, des accords perçus, saisis sur le vif et joliment transposés, transcrits sur la toile. Nous pénétrons dans un pays de rêve, fragile et poétique image du réel, où des reflets d'humanité, dans un mirage de nature, s'assemblent pour un pique-nique de fantômes, dans un éclairage lunaire et délicieux. Roland Oudot s'est créé son domaine. Il s'y trouve bien. S'il donnait un peu plus d'assiette, un peu plus de poids, de relief à ses personnages, serait-il encore cet élégiaque inventif, tendre et frémissant ? » - Paul Fierens[29]
- « Roland Oudot fut un des premiers, avec ses amis Maurice Brianchon et Raymond Legueult, à affirmer une "tendance nouvelle", marquant l'apparition d'une génération postérieure à celle des "modernes". Né en 1897, 'une famille très artiste, il s'orienta d'abord vers les Arts appliqués : élève de l'École des arts décoratifs, collaborateur de Léon Bakst, puis de Louis Süe et André Mare, il puisa dans cette discipline un sens exquis de l'arrangement coloré. Très tôt il prit conscience des compensations nécessitées par l'art moderne : délicat et toujours un peu "lointain", il tenta avec succès quelques compositions, puis montra dans ses paysages et leur construction robuste que sa sensibilité toute en finesse pouvait s'appuyer sur une base réfléchie et volontaire, qu'il s'empresse d'ailleurs d'envelopper de rêveries et de raffinements de palettes. » - René Huyghe[30]
- « Il est un peintre de la terre et qui veut souvent la nature désolée, solitaire et statique. » - Bernard Dorival[31]
- « L'œuvre de Roland Oudot est grave, mûre, déjà entrée dans la légende. » - Jean Bouret[32]
- « L'œuvre de Roland Oudot ne se divise pas en époques, mais tout au plus en nuances. » - Henri Troyat[33]
- « Ce peintre de la Réalité poétique a beaucoup puisé son inspiration dans la campagne provençale scandée par les verticales des cyprès et les horizontales des mas assoupis sous le soleil. Il est également sensible au décor rouge de Venise. Tous ces jeux de contrastes entre la fine lumière rose et le ciel d'outre-mer, ce lyrisme bien dompté, font de Roland Oudot un des peintres les plus recherchés parmi ceux qui sont restés fidèles à l'art figuratif. » - Gérald Schurr[6]
- « Il s'est affiché comme un des meilleurs d'entre ceux qui connurent la difficulté d'affirmer une personnalité réelle dans leur temps en joignant radicalement le meilleur des inventions des audaces de la veille au fond des traditions. » - Jacques Busse[4]

## Élèves
- Jean-Yves Couliou (1916-1995)
- Jean Jansem
- Jean Messagier
- André Minaux
- Mohamed Temmam

## Musées et collections publiques

### France
- Musée Toulouse-Lautrec, Albi.
- Musée Daubigny, Auvers-sur-Oise.
- Musée Albert-André, Bagnols-sur-Cèze.
- Musée des beaux-arts de Bordeaux, Nature morte à la bougie.
- Musée de Cambrai.
- Musée de Borda, Dax, Cour de ferme dans les Landes, huile sur toile.
- Musée de Grenoble.
- Musée Eugène-Boudin, Honfleur, Tauromachie, huile sur toile.
- Musée des beaux-arts de Libourne, Nu, huile sur toile.
- Palais des beaux-arts de Lille, Chevaux à Saint-Sixte, huile sur toile[34].
- Musée des beaux-arts de Marseille, Eygalières, huile sur toile.
- Centre national du costume de scène, Moulins.
- Musée des beaux-arts de Nantes, Nature morte aux oignons, huile sur toile, 1931[35].
- Cabinet des estampes de la Bibliothèque nationale de France.
- Musée d'art moderne de la ville de Paris, Le gros chêne, huile sur toile, 1934.
- Centre national des arts plastiques, Paris, dont dépôt Ministère de la culture et de la communication.
- Musée de l'Abbaye, Saint-Claude, Barques aux Saintes-Maries[36], Falaises à Étretat[37], huiles sur toiles.
- Musée du Domaine départemental de Sceaux, Ferme de Grosrouvre, huile sur toile, vers 1949.
- Musée de Gajac, Villeneuve-sur-Lot.

### Australie
- National Gallery of Victoria, Melbourne, Paysage de Bretagne, huile sur toile, vers 1935-1939[38].

### Algérie
- Musée National Zabana d'Oran[39].

### Belgique
- Musées royaux des beaux-arts de Belgique, Bruxelles, Pays basque, huile sur toile.

### Finlande
- Musée d'art Ateneum, Helsinki.

### Royaume-Uni
- Royal Collection, Royaume-Uni, La belle au bois dormant, huile sur toile, 1938.
- Cheltenham Art Gallery & Museum (en), Cheltenham, Jeune fille, huile sur toile[40].

### Canada
- Musée Laurier, Victoriaville (Canada).

### Pays-Bas
- Musée Boijmans Van Beuningen, Rotterdam, Portrait de jeune femme, huile sur toile, 1936[41].

### États-Unis
- Mead Art Museum, Amherst (Massachusetts), Femme à la mantille noire, huile sur toile[42].
- Dallas Museum of Art, Dallas (Texas), La ferme, huile sur toile[43].

### Suisse
- Musée cantonal des beaux-arts de Lausanne.
- Musée d'art et d'histoire de Neuchâtel (Donation Uhler, 1985).
- Musée d'art de Pully (Suisse).

## Collections privées
- Serge Belloni.
- Maurice Brianchon, Nature morte à la chaise, huile sur toile[44].
- Jean Giraudoux[45].
- Louis Jouvet, œuvres sur papier, projets pour Ondine, 1938-1939[46].
- Robert et Manette Martin, boulevard Raspail, Paris[47].
- François Mauriac, rue de la Pompe, Paris[48].
- Paul Paray[49].
- Georges Renand.
- Wallace Stevens, Hartford (Connecticut)[50].